# Hadena püngeleri
Hadena püngeleri är en fjärilsart som beskrevs av Karl Schawerda 1921. Hadena püngeleri ingår i släktet Hadena och familjen nattflyn. Inga underarter finns listade i Catalogue of Life.